# Otakar Vaňáč
Otakar Vaňáč (* 17. května 1878, Děčín – 23. listopadu 1955, Praha) byl český malíř a grafik.

## Život
Otakar Vaňáč byl synem litografa a majitele litografické dílny Jana Vaňáče, který tiskl především hudebniny. Vystudoval Akademii výtvarných umění v Praze u prof. Vojtěcha Hynaise. Vystavoval v Klementinu (1925), Rubešově galerii (1932), Košicích (1931) a také v zahraničí. Roku 1930 obdržel cenu za ex libris v Los Angeles. Byl členem S.V.U Myslbek a patřil k české umělecké kolonii, která na počátku století vznikla na slovenské Detvě. Patřil k přátelům Maxe Švabinského a Rudolfa Vejrycha.
Umělcovu pozůstalost sestávající z 68 kreseb a 165 grafických listů věnovala jeho manželka Míla Vaňáčová v letech 1956 a 1959 Karáskově galerii.

## Dílo
Jeho rané práce zahrnují mytologické figurální scény (Ares a Hefaistos, Hrající satyr, aj.), symbolistní tematiku (Čistota těla a duše, Hoře, U lampy) a návrhy plakátů. Věnoval se především kresbě, leptu a umělecké litografii, kterou sám tiskl a vystavoval již během studií (1898). Námětem byly krajiny, staré stromy, staropražské veduty a portréty. Jeho hlavním dílem je soubor barevných litografií na počest zakladatele této techniky Aloise Senefeldera. Z jeho portrétů jsou známé autoportréty (1896-1898), portréty vlastních dětí, J. A. Komenský, Bedřich Smetana, K. H. Mácha, T. G. Masaryk (1924), M. R. Štefánik, E. Beneš.
Od roku 1899 vytiskl také 94 originálních litografických ex libris. Vlastní práce tiskl pouze v nízkém nákladu a proto upadl v zapomnění.

### Známá díla
- Soubor barevných litografií na počest Aloise Senefeldera
- 1910 cykly Podskalí, Hradčany, Karlův most
- 1926 Ex libris Campbell R. Colin, Japonská dvojice na motivy Kitagawy Utamara[11]
- 1934 25 listů z Podkarpatské Rusi
- (nedatováno) Polabí

## Galerie

Interiér kostela (litografie) 1901
Bedřich Smetana (litografie)
Portrét děvčete (tužka a akvarel na papíře)
Posezení pod stromem (Kresba tužkou na papíře)
Stromy (kresba tužkou)  kolem 1930